# Serieåret 1966

## Händelser

### Oktober datum

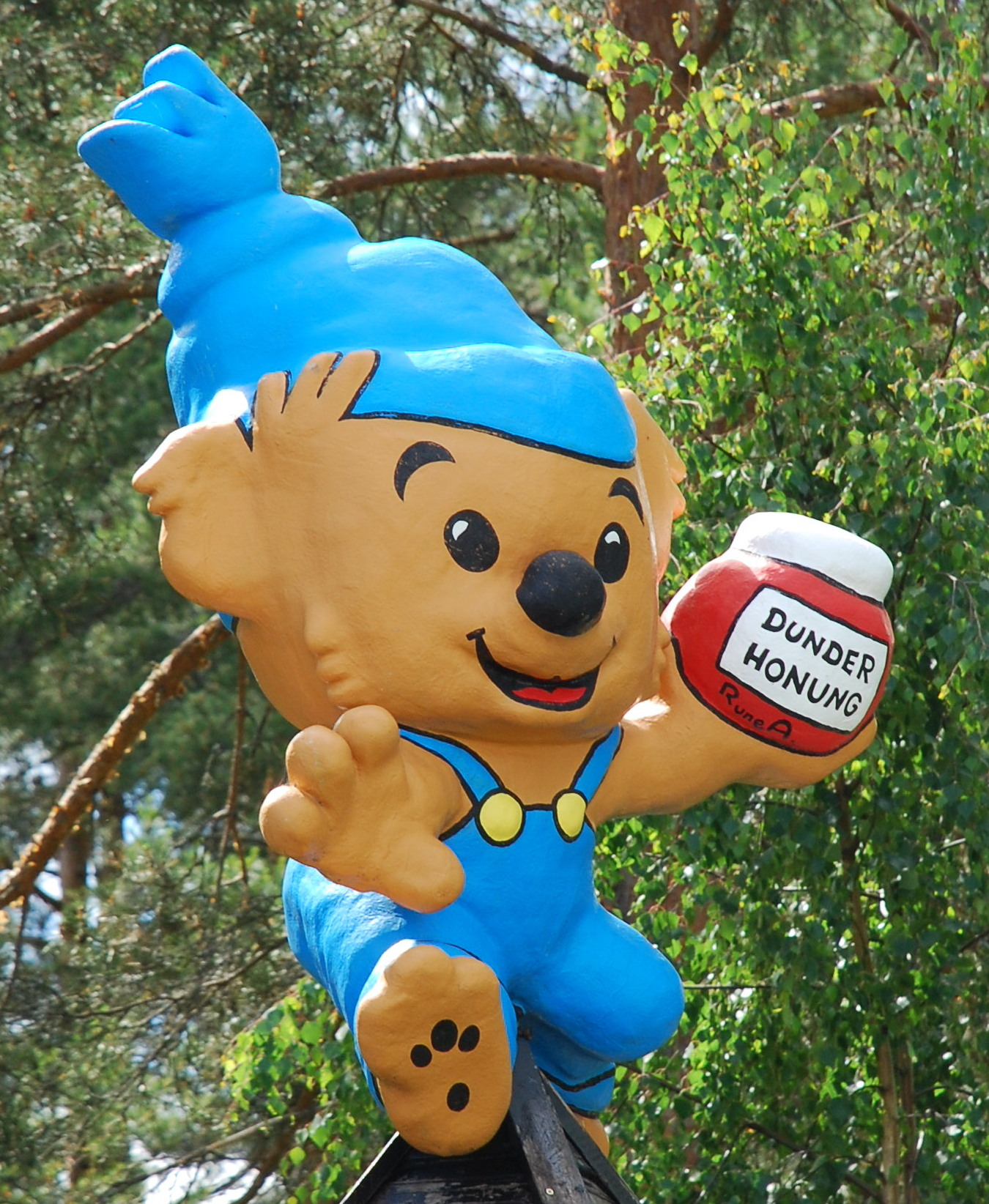
Bamse.

- 29 oktober - I Sverige startar Bamse som serie i tidningen Allers.[1]

### Okänt datum
- Marvelserierna kommer till Sverige med att Centerförlaget börjar utge Demonen.[2]
- Hemmets journali Sverige börjar publicera Bang.[2]

## Pristagare
- Adamsonstatyetten: Elov Persson, Harvey Kurtzman

## Utgivning

### Album
- Asterix och britterna[3]
- Billy the kid får eskort (Lucky Luke)[4]
- Högt spel i Bretzelburg (Spirou)[5]
- Tvekampen (Asterix)[3]

## Födda
- 21 juli - Lars Fiske, norsk serieskapare, illustratör och barnboksförfattare.
- 29 september - Nicolas de Crécy, fransk serieskapare.
- 17 november - Ed Brubaker, amerikansk serietecknare och författare.
- Guy Davis, amerikansk serieskapare.

## Avlidna
- 4 januari – Mollie Faustman, 82, svensk serietecknare.

### Fotnoter
1. ↑  Sandra Högman (29 oktober 2006). ”Världens starkaste björn fyller 40”. Expressen. http://www.expressen.se/nyheter/varldens-starkaste-bjorn-fyller-40/. Läst 2 juni 2012.
2. 1 2  Swecomics
3. 1 2  ”Tintin”. Arkiverad från originalet den 13 februari 2011. https://web.archive.org/web/20110213010603/http://www.asterix.com/books/albums/. Läst 12 mars 2011.
4. ↑  ”Lucky Luke på svenska”. Arkiverad från originalet den 11 november 2014. https://web.archive.org/web/20141111004811/http://www.visit.se/~dampgrodan/album_kronolog.html. Läst 12 mars 2011.
5. ↑  ”Spirou enligt Franquin”. Arkiverad från originalet den 23 juli 2010. https://web.archive.org/web/20100723064409/http://www.mantagraphics.com/franquin/helaalbum.htm. Läst 12 mars 2011.